# تپه عزیزآباد درتنگ
تپه عزیزآباد درتنگ مربوط به دوران پیش از تاریخ ایران باستان - دوران‌های تاریخی پس از اسلام است و در شهرستان صحنه، بخش مرکزی، روستای عزیز آباد واقع شده و این اثر در تاریخ ۱۱ مرداد ۱۳۸۴ با شمارهٔ ثبت ۱۲۴۶۲ به‌عنوان یکی از آثار ملی ایران به ثبت رسیده است.